# الحزب الإسلامي في أذربيجان
الحزب الإسلامي في أذربيجان تأسس الحزب الإسلامي الأذربيجاني في أغسطس عام 1991 م وتم تسجيله عام 1992.
عام 1995م اعتقلت رئاسة الحزب متهمة بالتجسس لصالح إيران. ولهذا السبب ألغيت المحكمة العليا لأذربيجان تسجيل الحزب.

## وصلات خارجية
- الحزب الإسلامي في أذربيجان يتهم الفرق التخريبية الاجنبية بالعمل الإرهابي في المسجد بباكو, ترند نيوس, 20 أغسطس 2008م
- الحزب الإسلامي في أذربيجان يطالب بقانون يسمح بتعدد الزوجات, العربية نت, 6 يناير 2005 م
- الحزب الإسلامي بأذربيجان يدعو لتعدد الزوجات, إخوان أون لاين, 6 يناير 2005م
- أذربيجان وأوروبا.. المصلحة تجمع وحقوق الإنسان تفرق, إسلام أون لاين, 18 فبراير 2002م